# Lake Koshkonong
Lake Koshkonong és una concentració de població designada pel cens dels Estats Units a l'estat de Wisconsin. Segons el cens del 2000 tenia 1.219 habitants.

## Demografia
Segons el cens del 2000, Lake Koshkonong tenia 1.219 habitants, 492 habitatges, i 338 famílies. La densitat de població era de 32,9 habitants per km².
Dels 492 habitatges en un 25,4% hi vivien nens de menys de 18 anys, en un 59,8% hi vivien parelles casades, en un 4,7% dones solteres, i en un 31,1% no eren unitats familiars. En el 22,6% dels habitatges hi vivien persones soles el 9,8% de les quals corresponia a persones de 65 anys o més que vivien soles. El nombre mitjà de persones vivint en cada habitatge era de 2,48 i el nombre mitjà de persones que vivien en cada família era de 2,88.
Per edats la població es repartia de la següent manera: un 21,2% tenia menys de 18 anys, un 6,2% entre 18 i 24, un 26,4% entre 25 i 44, un 32,1% de 45 a 60 i un 14% 65 anys o més.
L'edat mediana era de 42 anys. Per cada 100 dones de 18 o més anys hi havia 106,9 homes.
La renda mediana per habitatge era de 54.412 $ i la renda mediana per família de 60.761 $. Els homes tenien una renda mediana de 36.181 $ mentre que les dones 25.337 $. La renda per capita de la població era de 23.801 $. Aproximadament el 2,9% de les famílies i el 5,1% de la població estaven per davall del llindar de pobresa.

## Poblacions més properes
El següent diagrama mostra les poblacions més properes.